# Гагер, Альфред
А́льфред Га́гер (нем. Alfred Gager; 10 февраля 1942, Вена, Нацистская Германия — 10 января 2022, Оберзибенбрунн, Австрия) — австрийский футболист, полузащитник.

## Биография
Гагер начал заниматься футболом в «Юстице». В августе 1955 года в возрасте 13 лет он перешёл в молодёжную команду «Аустрия Вена». С 1960 года Гагер был в составе первой команды. Он сыграл в общей сложности 118 матчей и забил девять голов в составе «фиалок».
В период с 1961 по 1963 год он трижды подряд выигрывал чемпионский титул с «Аустрией», в первые два года успех дополняла победа в Кубке. Кроме того, Гагер сыграл шесть матчей за сборную Австрии в начале 1960-х годов.
В 1966 году он перешёл в «Ваккер (Вена)», где закончил свою карьеру профессионального футболиста после одного сезона, который завершился понижением его клуба в Восточную региональную лигу.
Альфред Гагер умер 10 января 2022 года, не дожив месяц до 80-летнего юбилея.

## Достижения
- Чемпион Австрии: 1961/62, 1962/63
- Обладатель Кубка Австрии: 1961/62, 1965/66